# Tycherus fennicus
Tycherus fennicus là một loài tò vò trong họ Ichneumonidae.